# توپتوشکا
توپتوشکا (به لاتین: Toptushka) یک منطقهٔ مسکونی در روسیه است که در سرزمین آلتای واقع شده‌است.